# Wheaton (Missouri)
Wheaton – miasto w Stanach Zjednoczonych, w stanie Missouri, w hrabstwie Barry.